# Янушявичюс, Гинтарас
Ги́нтарас Янушя́вичюс (лит. Gintaras Januševičius; род. 1985, Москва) — литовский пианист, один из наиболее востребованных артистов юного поколения.

## Биография

### Образование
Янушявичюс родился в Москве в семье музыкантов, выпускников Московской консерватории имени П. И. Чайковского — трубача Альгирдаса Янушявичюса и композитора Наили Галямовой. Семья переехала в Литву в 1987 году. Гинтарас начал своё музыкальное образование в возрасте 4 лет, его педагогами в Литве были Валентина Потеенко (1990—1993), Вале Куликаускене (1993—1998) и Георгий Бялобжеский (1998—2004).
В 2004 году он поступил в Высшую школу музыки и театра в Ганновере (Германия) в класс выдающегося пианиста и профессора Владимира Всеволодовича Крайнева. После смерти профессора с ноября 2011 года Гинтарас продолжает обучение в аспирантуре высшей школы в классе известного немецкого пианиста и профессора Бернда Гёцке, последнего ученика Артуро Бенедетти-Микеланджели. Важную роль в становлении Янушявичюса сыграли великий пианист Лазарь Наумович Берман и его жена Валентина Викторовна Берман, с которыми Гинтарас занимался с 2001 года.

### Пианистическая карьера
Янушявичюс дебютировал с оркестром в возрасте 15 лет, исполняя Capriccio Brillante Op.25 Феликса Мендельсона-Бартольди с Литовским государственным симфоническим оркестром. В том же месяце он исполнил Концерт для фортепиано и оркестра № 23, К. 488, Вольфганга Амадея Моцарта в Большом зале Московской консерватории. До сегодняшнего дня Гинтарас исполнил множество фортепианных концертов, в том числе Моцарта, Бетховена, Листа, Чайковского, Шостаковича, Равеля, Мартину и т. д. с более чем 30 оркестрами, в том числе Монреальским симфоническим оркестром, Московским Государственным академическим симфоническим оркестром, Камерным оркестром Литвы, Национальным филармоническим оркестром Литвы, Литовским государственным симфоническим оркестром, Шэньчжэньским симфоническим оркестром, Национальным симфоническим оркестром Эстонии и т. д. Oн концертировал в таких известных залах, как «Auditorio Nacional de Música» в Мадриде, «Palau de la Musica Catalana» в Барселоне, «Sala Mozart» в Сарагосе, «Salle Wilfried Pelletier» в Монреале, концертный зал «Эстония» в Таллине, Шэньчжэньский концертный зал, «Salle Cortot» в Париже и т. д. Его сольные выступления были организованы в большинстве городов Литвы, а также в Берлине, Лондоне, культурной столице Европы 2005 года Корке, Москве, Варшаве, Кишинёве, Хамамацу и др.
Янушявичюс участвовал в ряде известных фестивалей, среди которых Международный Фестиваль Шопена в Душниках-Здруй (Польша), Международный музыкальный фестиваль в Безансоне (Франция), Braunschweig Classix, Dresdner Musikfestspiele (Германия) и т. д. Также он часто выступает в камерных составах, среди его партнёров — скрипач Мариуш Патыра, виолончелист Леонид Горохов, пианисты Екатерина Мечетина, Александр Палей, Алексей Горлач и другие.
С 2008 года Янушявичюс является художественным руководителем серии концертов «Plathner’s Eleven», а также одноимённого Международного конкурса композиторов в Ганновере. С 2009 года приглашался для проведения уроков мастерства в Японии, Китае, Израиле, Румынии и Молдове. Весной 2012 года он дебютировал в качестве члена жюри международного конкурса пианистов в Мальорке.

### Интерпретатор музыки Рахманинова
Имя Гинтараса Янушявичюса стало известно в музыкальном мире в мае 2004 года после его выступления в полуфинале международного музыкального конкурса в Монреале. Его интерпретация Этюдов-картин Op.39 Сергея Рахманинова тогда публично восхвалили пианисты Жан-Филипп Коллар, Акико Эби, Мишель Дальберто, Ли Кум-Синг, Бенедетто Лупо, и запись выступления ретранслировали радиостанций Канады, Германии, Японии, Австрии и других стран. С тех пор Янушявичюс зарекомендовал себя как интерпретатор музыки Рахманинова. В его репертуаре — все Этюды-картины, Пьесы-Фантазии, романсы, прелюдии, обе сюиты для двух фортепиано, Элегическое Трио № 1, а также первые два концерта для фортепиано с оркестром и Рапсодия на тему Паганини. С последними он был приглашён выступить с Уральским академическим филармоническим оркестром под управлением Дмитрия Лисса, симфоническим оркестром Балеарских островов под управлением Сальвадора Бротонс, Литовским государственным симфоническим оркестром под управлением Гинтараса Ринкявичюса, и многими другими. Он также представил сольные концерты из произведений Рахманинова в Зале капитуляции в Берлине, в Молдавской государственной филармонии,, в концертном зале «Geneva Keskus» в Нарве и т. д.

### Международные конкурсы
В 2002 году был удостоен «Гран-при» на международном конкурсе пианистов Фредерика Шопена в Нарве (Эстония). В 2005 году выиграл конкурс Yamaha в Литве.
В 2010 году Янушявичюсу были присуждены 4 премии: 1-я премия на Международном конкурсе пианистов в Мальорке (Испания), Серебряная медаль и специальная премия за лучшее исполнение сонаты Бетховена на Международном конкурсе пианистов в Пинероло (Италия), 2-е место на Международном конкурсе пианистов «Neue Sterne» в Вернигероде (Германия), 2-я премия на XIX Международном конкурсе пианистов в Ивисе (Испания).
В 2007 году он выиграл бронзовые награды на Международном конкурсе пианистов «Piano Campus» во Франции и на Международном конкурсе имени Чюрлёниса в Вильнюсе. Был в числе финалистов Монреальского международного конкурса исполнителей (Канада, 2004) и Таллинского международного конкурса пианистов (Эстония, 2006), а также — в числе полуфиналистов международного конкурса пианистов имени Артура Рубинштейна (Израиль, 2011).
В 2011 году выступления Янушявичюса в 13-м Международном конкурсе Шопеновского общества в Ганновере были отмечены 1-й премией.

## Критики о Янушявичюсе
Я смиренно признаюсь, я плакал, когда Гинтарас Янушявичюс, девятнадцатилетний «ребенок» погрузился в первую фразу фа-диез-минорного Adagio из 23-го концерта Моцарта <…> Та фраза была сыграна без претензий, с минимальной нюансировкой, будто танцующими над клавиатурой руками. Никаких скрытых мотивов, никакой сентиментальности, просто ритм сицилианы и глубина музыки. Весь «Моцарт» был там, всё волшебное искусство и вся мудрость самого Янушявичюса. Я не знаю, можно ли выиграть конкурс, играя концерт Моцарта в финале. «Я мог бы выбрать концерт Листа, но в Моцарте есть больше, в нём есть всё» — молодой литовский пианист признался мне в конце вечера. Это может прозвучать слишком элементарно, но этот ответ говорит сам за себя. Если этого не достаточно, чтобы доказать нам, что этот художник не подлежит обычным описаниям, то, несомненно, доказательства ещё будут. <…> Гинтарас парит, как альбатрос, его полуфинальные и финальные выступления были моментами редких откровений для меня, они не вписываются в рамки конкурсной конкуренции <…>, потому что они не подлежат сравнению.
После полуфинала, на котором он выглядел в некотором роде «явлением не от мира сего», и особенно его исполнения этюдов-картин Рахманинова, Янушявичюс оказался в центре внимания. Моцарт не был выбором, которого можно было бы ожидать от столь яркого артиста, но он оправдал все наши ожидания. Мы видели, как он, одержимый Моцартом, провозглашал его гений. Мы видели, как сверкали клавиши под его пальцами, как они окрашивались палитрой в тысячи оттенков, но, никогда не выходя за рамки форте. Мы видели, как он играет ритмами, стремясь вперёд, с простотой мастера и жизненной силой молодого человека, которым он и является. Никогда эта сила не использовалась ради эффекта, и басы левой руки никогда не старались одержать победу над мелодией. Гинтарас выбрал наименее сенсационный из концертов, и играл его в наименее сенсационной из возможных манере, раскрашивая её невесомой, словно прикосновение пера, игрой.
Кристоф Гас, «Альбатрос», Classics Today, 2004

Его «Пьесы-фантазии» Oр.3 и «Этюды-картины» Oр.39 буквально покорили публику, по достоинству оценившую глубину трактовки и пианистическое мастерство молодого музыканта. Ему, на наш взгляд, удалось чутко воплотить ту звуковую ауру, что была изначально присуща не только игре самого композитора, но его музыке. Музыке, о которой его друг, пианист и композитор Николай Метнер писал, подчеркивая подлинность вдохновения и призвания Рахманинова:
«Звук его тем, так же, как и его прикосновения к клавишам, никогда не бывает нейтрален, безразличен, пуст, он отличается от большинства других звуков — как колокол от уличного шума своей непрерывной интенсивностью, пламенностью и насыщенной красотой. Он всегда, без осечки, дает как бы электрическую искру, ибо неизменно „включен“ в его душу и в самое искусство…».
Галина Кочарова, «Золото в его сердце, сердце его — в музыке», Infinit, 2011

Янушявичус <…> — художник, он не только воспроизводит, но и раскрывает нам то, что стоит далеко за нотным текстом. Гигант в технике и в выразительности.
Ора Бинур, «Акробатика и волшебные моменты», NRG Ma’ariv, 2011

Только очарованные музыкой способны подняться до такого уровня искусства.
Эдмундас Гедгаудас, «Пианисты», Literatūra ir menas, 2005